# Derartu Tuluová
Derartu Tuluová (* 21. března 1972 Bekoji) je bývalá etiopská atletka, běžkyně na dlouhé tratě, dvojnásobná olympijská vítězka v běhu na 10 000 metrů.

## Sportovní kariéra
Ve svých dvaceti letech se v roce 1992 stala olympijskou vítězkou v běhu na 10 000 metrů. Podruhé zvítězila v olympijském finále na této trati v roce 2000. O čtyři roky později získala svoji třetí olympijskou medaili v běhu na 10 000 metrů, tentokrát bronzovou.
Na mistrovství světa v této disciplíně vybojovala v roce 1995 stříbrnou medaili a v roce 2001 titul. Třikrát se rovněž stala mistryní světa v přespolním běhu (v letech 1995, 1997 a 2000).